# Holomitrium comorense
Holomitrium comorense är en bladmossart som beskrevs av C. Müller 1876. Holomitrium comorense ingår i släktet Holomitrium och familjen Dicranaceae. Inga underarter finns listade i Catalogue of Life.